# Víctima indirecta o colateral
El  estatuto jurídico o concepto de víctima indirecta o colateral se inscribe en la legislación penal. Se hace una distinción entre lo que es una víctima directa y una víctima indirecta o colateral. Este segundo concepto está íntimamente relacionado en la Ley con el concepto de víctima. 
Si se considera que “Víctima directa, es toda persona física que haya sufrido un daño o perjuicio sobre su propia persona o patrimonio, en especial lesiones físicas o psíquicas, daños emocionales o perjuicios económicos directamente causados por la comisión de un delito” las víctimas indirectas o colaterales puede ser los cónyuges no separados o de hecho, los hijos de la víctima o del cónyuge, personas que dependan, convivan o se encuentren en una relación de efectividad con la víctima, parientes en línea recta o colateral dentro del tercer grado que se encontraren bajo su guarda y a las personas sujetas a su tutela o curatela o que se encontraren bajo su acogimiento familiar.  También los demás parientes en línea recta, hermanos, o persona que ostentara la representación legal de la víctima.  
Por lo tanto el concepto de víctima no se circunscribe únicamente a quien sufre directamente el perjuicio o la lesión sino a los familiares directos que puedan desgraciadamente sufrir como víctimas indirectas en los casos de muerte o desaparición, un papel asimilable al de la víctima.  

## Marco legal
Las víctimas indirectas tienen derechos. 
- tienen derecho a la protección, a la información, al apoyo de las instituciones, a la asistencia y la atención, así como a la participación activa en el proceso penal y a recibir un trato respetuoso, profesional e individualizado y no discriminatorio desde su primer contacto con las autoridades o con los funcionarios (policía, autoridades, ...), durante la actuación de los servicios de asistencia y apoyo a las víctimas y de justicia restaurativa, a lo largo de todo el proceso penal y por un período de tiempo adecuado después de su conclusión, con independencia de que se conozca o no la identidad del infractor y del resultado del proceso.
- tienen derecho a ejercer como denunciantes.
- tienen derecho a recibir información sobre la causa penal.
- tienen derecho a la traducción e interpretación.
- tienen derecho a un período de reflexión en garantía de los derechos de la víctima.
- tienen derecho a la participación activa en el proceso penal,
- tienen derecho a la comunicación y revisión del sobreseimiento de la investigación a instancia de la víctima.
- tienen derecho a la participación de la víctima en la ejecución.
- tienen derecho al reembolso de gastos.
- tienen derecho a los servicios de justicia restaurativa.
- tienen derecho a la justicia gratuita.
- tienen derecho a la devolución de bienes.
- tienen los derechos, cuando sean ciudadanos de la Unión Europea, a los de las víctimas de delitos cometidos en otros Estados miembros de la Unión Europea.

### Daños y evaluación individual de las víctimas a fin de determinar sus necesidades especiales de protección[1]
Las características personales de la víctima incidirán en la valoración de los daños y de las medidas especiales de protección que le puedan ser de aplicación, a saber: 
1.º Si se trata de una persona con discapacidad o si existe una relación de dependencia entre la víctima y el supuesto autor del delito.
2.º Si se trata de víctimas menores de edad o de víctimas necesitadas de especial protección o en las que concurran factores de especial vulnerabilidad.
La naturaleza del delito y la gravedad de los perjuicios causados a la víctima, así como el riesgo de reiteración del delito. A estos efectos, se valorarán especialmente las necesidades de protección de las víctimas de los siguientes delitos:
1.º Delitos de terrorismo.
2.º Delitos cometidos por una organización criminal.
3.º Delitos cometidos sobre el cónyuge o sobre persona que esté o haya estado ligada al autor por una análoga relación de afectividad, aun sin convivencia, o sobre los descendientes, ascendientes o hermanos por naturaleza, adopción o afinidad, propios o del cónyuge o conviviente.
4.º Delitos contra la libertad o indemnidad sexual.
5.º Delitos de trata de seres humanos.
6.º Delitos de desaparición forzada.
7.º Delitos cometidos por motivos racistas, antisemitas u otros referentes a la ideología, religión o creencias, situación familiar, la pertenencia de sus miembros a una etnia, raza o nación, su origen nacional, su sexo, orientación o identidad sexual, enfermedad o discapacidad.
c) Las circunstancias del delito, en particular si se trata de delitos violentos.
3. A lo largo del proceso penal, la adopción de medidas de protección para víctimas menores de edad tendrá en cuenta su situación personal, necesidades inmediatas, edad, género, discapacidad y nivel de madurez, y respetará plenamente su integridad física, mental y moral.
4. En el caso de menores de edad víctimas de algún delito contra la libertad o indemnidad sexual, se aplicarán en todo caso las medidas expresadas en las letras a), b) y c) del artículo 25.1.
Muchas leyes aluden a este concepto  de víctima indirecta, o víctima colateral (en España, en Méjico y muchos países del continente sudamericano, en Canadá, así como en la UE, etc.).